# В поисках Дори
«В по́исках До́ри» (англ. Finding Dory) — полнометражный компьютерно-анимационный комедийно-драматический приключенческий фильм 2016 года, созданный студией Pixar Animation Studios и выпущенный студией Walt Disney Pictures. Режиссёром выступил Эндрю Стэнтон, продюсером — Линдси Коллинз, сценарий написали Стэнтон и Виктория Страуз. Мультфильм является продолжением мультфильма «В поисках Немо». Эллен Дедженерес и Альберт Брукс повторяют свои роли из первого фильма: к актёрскому составу присоединяются Хайден Роуленс (заменяющий Александра Гулда), Эд О’Нил, Кэйтлин Олсон, Тай Бурелл, Дайан Китон и Юджин Леви. Фильм фокусируется на рыбе с амнезией Дори, которая отправляется в путешествие, чтобы воссоединиться со своими родителями.
Disney планировала сделать продолжение «В поисках Немо» с 2005 года, поручив его своей новой студии Circle Seven Animation после разногласий с Pixar. Хотя оно так и не было запущено в производство, сценарий был загружен на официальный сайт кинофестиваля Raindance, который включает в себя элементы неснятого сценария. Приобретение Disney Pixar в начале 2006 года привело к отмене версии фильма Circle Seven. Продолжение, сделанное Pixar, было анонсировано в апреле 2013 года с датой выхода в ноябре 2015 года. Вымышленный Институт морской жизни, широко изображённый в фильме, основан на исследовательских поездках производственной группы в океанариум залива Монтерей, Центр морских млекопитающих и Ванкуверский океанариум. Томас Ньюман вернулся, чтобы написать музыку.
Премьера фильма состоялась 8 июня 2016 года в театре «Эль-Капитан» в Лос-Анджелесе. Как и его предшественник, он получил широкую похвалу от критиков, за анимацию, эмоциональный вес, озвучивание и юмор. Мультфильм заработал 1,029 миллиардов долларов по всему миру, став третьим кассовым фильмом 2016 года и четвёртым кассовым мультфильмом на тот момент. Мультфильм установил множество кассовых рекордов, включая самое большое открытие анимационного фильма в Северной Америке и самый кассовый мультфильм в Северной Америке.

## Сюжет
Фильм начинается с момента, когда Дори была маленькой рыбкой и жила с родителями. Уже тогда у неё были проблемы с памятью. Однажды она потерялась и с тех пор не может найти путь домой, к родителям. Повзрослев, она продолжает поиски, но внезапно видит лодку и слышит крик о помощи. Это был Марлин — рыба-клоун, который потерял своего сына Немо и Дори решает помочь ему.
Через год после событий «В поисках Немо» Дори вдруг одолевают детские воспоминания. Она случайно будит Марлина и говорит, что потеряла своих родителей. Марлин обещает помочь. На следующее утро Дори отправляется вместе с мистером Скатом и школьным классом посмотреть на миграцию пятнистых орляков, в результате чего Дори вспоминает, как она потерялась — её засосало в трубу. Она вспомнила стишок своих родителей, в которой было сказано: Видим поток течёт, говорим "стоп, разворот". Дори пытается вспомнить слова этой песни-стишка, но ее неожиданно затягивает сильным течением.
Во сне Дори вспоминает место, где она жила с родителями и решает отправиться на поиски своих родителей. Марлин сначала её не отпускает, но потом решается и просит о помощи черепаху по имени Краш. Краш вместе с его сыном Прыском и другими черепахами помогают добраться до «Жемчужины Морро Бэй, Калифорния» по Калифорнийскому течению. После того как они выплыли из калифорнийского течения по круговороту, Дори, узнав место к котором она находится, вспомнила имена своих родителей — Дженни и Чарли.
Однако путешествие от Австралии до Калифорнии чуть не обернулось для троицы героев новой трагедией: внезапно Дори своим громким голосом (хотя крабы и Марлин рекомендовали ей говорить потише), будит гигантского кальмара, который начинает погоню за героями. По дороге злодей хватает Немо и чуть было не съедает его, но тому удается быть спасённым благодаря Дори и Марлину. Позже кальмар терпит поражение из-за удара по коробке (его судьба дальше неизвестна). Героиня получает неприязнь от Марлина за то, что она якобы «чуть не убила Немо» и прогоняет её, а тот в свою очередь, останавливается, чтобы поглядеть за состоянием своего сына, однако Немо выглядит вполне нормально. Позже, Марлин снова восстановился с Дори по настоянию своего сына, и это происходит успешно: вся троица друзей снова вместе.
Наконец Дори, Марлин и Немо добрались до «Жемчужины Морро Бэй», Монтерейского института морской жизни. Вдруг появляется моторная лодка со специалистами, один из них хватает Дори за мусор, в котором она застряла и увозит в карантин. Дори сажают в пустой аквариум. Тут появляется осьминог по имени Хэнк и знакомится с Дори. Дори просит Хэнка о помощи в поисках родителей. Они договорились с Хэнком: Хэнк поможет вернуть Дори домой (в раздел "Открытый Океан"), а Дори отдаст Хэнку ярлык.
Тем временем Немо и Марлин начинают беспокоиться. Вдруг Марлин слышит голос морского льва. Немо плывёт к ним, но Марлин его останавливает и предупреждает что морские львы — хищники. Марлин спросил у них, куда увезли Дори. Хлюп и Ластер (морские львы) говорят, что Дори увезли в карантин и прикрепят ярлык о его прохождении. Марлин и Немо просят помочь отыскать Дори. Хлюп не хочет, но тут появляется ещё один морской лев по имени Джеральд, и начинает прогонять его, но Марлин не хотел уплывать и просит Хлюпа и Ластера помочь.
Дори и Хэнк находят карту, но Хэнк видит охранника, и просит Дори быстрее найти дом, но Дори не знает место, где она жила, но увидела на карте сиреневую ракушку и вспоминает из детства, что мама любила сиреневые ракушки. в этот момент из-за угла появляется одна из сотрудниц института, Хэнк маскируется, чтобы их не поймали. Тут Дори видит ведро, на котором написано "Судьба". Дори вспоминает это слово, но не помнит с чем или с кем оно связано. Дори прыгает в ведро, Хэнк начинает догонять Дори но тут дверь закрывается.
Дори попадает в бассейн. где видит китовую акулу "Судьба". Дори просит её помочь найти родителей, но тут слышит голос белухи по имени Бэйли, который думает, что потерял эхолокацию; тут появляется Хэнк, хватает Дори и решает взять свой ярлык, но Дори не хочет его отдавать. Судьба решает помочь Дори найти родителей, говорит что её родители живут в океанариуме под названием «Открытый океан» и нужно плыть по трубам.«Судьба» говорит, где нужно поворачивать, но Дори боится плыть по труб, боится забыть дорогу и они придумывают новый план, как добраться до океанариума — взяли откуда-то коляску. Хэнк будет управлять коляской, а Дори будет сидеть наверху и направлять Хэнка по указателям.
Хлюп и Ластер помогают помочь Марлину и Немо найти Дори. Прилетает гагара по имени Бекки. Джеральд приносит детское зелёное ведёрко — там где будут сидеть Немо и Марлин. Марлин и Немо запрыгивают в ведро и Бекки уносит их.
В это время Дори и Хэнк едут на коляске в «Открытый океан». Дори забывает, куда они едут, и сворачивает не туда.
Марлин и Немо летят в ведре, но Бекки замечает корм и оставляет ведро на дереве. Марлин не доверят Бекки, но пытается подплыть ближе, толкая ведёрко по ветке, но ведёрко подбрасывает вверх и Марлин и Немо падают в аквариум зоомагазина.
Хэнк и Дори продолжают искать океанариум, но Хэнк начинает сомневаться, что они едут правильно; Хэнк и Дори ссорятся, но тут коляска покатилась по высокому склону и Хэнк вместе с Дори попадают в «Детскую зону».
Оказавшись в «Детской зоне», Дори теряет Хэнка. Тут дети начинают хватать руками рыб. Дори находит Хэнка; они начинают убегать от детских рук и прячутся. В один момент Хэнка тронула детская рука и  от страха выпустил чернила и вода почернела. Дети начинают плакать и убегают.
Наконец Дори и Хэнк добрались до «Открытого океана». Хэнк берёт Дори и поднимается наверх. Дори отдаёт ему ярлык и прощается с ним, говоря, что он неплохой друг. Хэнк отпускает Дори в океанариум.
Тем временем Немо говорит Марлину, что им не найти Дори. Марлин думает, что сделала бы Дори на их месте? Дори бы использовала первое, что попалось ей на глаза. Марлину пришла в голову идея пропрыгать через маленькие фонтаны. Они добираются до огромного фонтана.
Дори начинает просить помощи у других рыб. Тут Дори видит ракушку на дне и подплывает к ней. Дори видит в реальности воспоминания из детства на месте, где были её родители и она сама. Дори начинает звать родителей и искать их, но их здесь нету. На неё опять нахлынули воспоминания, как в ту ночь ее засосало в трубы. Дори видит маленьких крабов и они говорят, что все синие Хирурги находятся в карантине, и их повезут в Кливленд. Крабики говорят как попасть по трубам в карантин, Дори набралась смелости и залезла в трубы. Дори забывает путь   и зовёт на помощь «Судьбу». Судьба слышит Дори, но не знает, где она находится. Судьба просит Бэйли о помощи. Бэйли даже не пытается помочь, но пробует, и к нему возвращается эхолокация. Судьба и Бэйли помогают Дори ориентироваться по трубам. Вдруг Бэйли слышит, как кто-то плывёт навстречу Дори, Дори пугается, но это оказались Немо и Марлин.
Оказавшись в ветеринарной клинике, Дори начинает вспоминать, где находится её семья, Дори видит синих хирургов и они вместе прыгают из аквариума в аквариум; наконец, они добрались до синих хирургов. Дори начинает звать родителей, но их там не было. Один из хирургов рассказывает, что их родителей уже давно нет. Хэнк говорит, что пора уходить, но было поздно: медик замечает осьминога, хватает его, но осьминог смог убежать, но потерял Дори. Дори упала в труби и обратно в океан.
Дори осталась совсем одна, без Хэнка, Марлина и Немо. Дори, расстроенная и полностью растерянная начинает просить о помощи других рыб, но из-за растерянности она не может сказать кого ищет. Она пытается себя успокоить но у неё ни как не получается. Она видит сиреневые ракушки и вспоминает, как она любила их собирать; она плывёт вдоль ракушек и видит двух рыбок. Оказывается, это её родители. Когда Дори потерялась, они проплыли по той же трубе и остались жить около выхода, веря, что Дори их найдёт. Дори вспоминает, что Марлин и Немо в фургоне и начинает их искать. По пути она рассказывает о том, как Марлин с ней спасли Немо, но теперь надо вернуть Немо, Марлина и Хэнка, пока из Института морской жизни не уехал фургон, везущий рыб на выставку в Кливленд. Дори зовёт «Судьба» и Бэйли, и они вместе начинают догонять фургон.
В это время Марлин, Немо и Хэнк, оказались в фургоне. Марлин начинает ругать Хэнка за то, что он упустил Дори из виду. Хэнк понимает, что совершил большую ошибку.
Дори, Дженни, Чарли, Судьба и Бэйли догоняют грузовик. Дори придумала, как остановить фургон с помощью каланов. Каланы запрыгнули на мост, в «Судьба» подбросила Дори на дорогу. Каланы поймали Дори,стали поперёк дороги, и Дори дала команду обниматься. Фургон останавливается, один калан открывает дверь сзади фургона, Хэнк хватает Дори и кидает в аквариум, где сидят Немо и Марлин. Они думают, как покинуть фургон, Марлин зовёт Бекки, но Дори не успевает прыгнуть в ведро и Бекки уносит их в воду. В воде они знакомятся с «Судьбой», Дженни, Чарли и Бейли. Дори не хочет прощаться с Хэнком, и говорит чтоб он пошел с Дори в океан. хэнк не хочет в океан, но Дори уверяет его об этом, но двери в фургоне закрываются и они начинают уезжать. Хэнк говорит Дори, что выхода нет и их отправят в Кливленд.
Тут Дори видит запасной выход и Хэнк вместе с Дори выползают на крышу фургона. Хэнк прыгает на лобое стекло и останавливает фургон. Хэнк садится в фургон и угоняет. Проехав три круга по кругу, они выезжают в сторону моря. Когда они уже почти подъехали к морю они увидели полицию. Дори и Хэнк начинает паниковать. Дори говорит, что ему надо верить в себя, и направляет фургон в океан. Рыбы, которые находились в фургоне, освобождены. Фургон тонет. Дори и её друзья (в том числе новые) возвращаются домой.
Дома Дори играет в прятки с Немо и его друзьями. Хэнк заменил мистера Ската, на время, пока он не вернётся с миграции.
После титров появляются Жабр, Персик, Грот, Пузырь, Жак, Бриз и Бульк (обитатели аквариума из первого фильма) в позеленевших пакетах. Их хватают специалисты из клиники, бросают в контейнер и увозят в институт.

## Роли озвучивали
- Эллен Дедженерес — Дори, главная героиня и голубой хирург
  - Слоун Мюррей — Дори в детстве
  - Люсия Джеддис — Дори в юности
- Альберт Брукс — Марлин, рыба-клоун
- Эд О’Нил — Хэнк, осьминог
- Кэйтлин Олсон — Судьба, китовая акула
- Хайден Роуленс — Немо
- Тай Бурелл — Бэйли, белуха
- Дайан Китон — Дженни
- Юджин Леви — Чарли
- Идрис Эльба — Хлюп, морской лев
- Доминик Уэст — Ластер, морской лев
- Боб Питерсон — мистер Скат
- Кейт Маккиннон — Инез, жена Стэна
- Билл Хейдер — Стэн
- Сигурни Уивер — голос в океанариуме
- Александр Гоулд — пассажир Карл, водитель грузовика/пассажир Томми, его сотрудник
- Торбин Ксан Буллок — Джеральд / Бекки, гагара
- Эндрю Стэнтон — Краш, черепаха
- Кэтрин Рингголд — Кэти, морской петух
- Беннетт Дамманн — Прыск
- Джон Ратценбергер — Билл, краб
- Энгус Маклейн — рыба-луна
- Уиллем Дефо — Жабр
- Брэд Гарретт — Пузырь
- Эллисон Дженни — Персик
- Остин Пендлтон — Грот
- Стивен Рут — Бульк
- Викки Льюис — Бриз/Штиль
- Джером Рэнфт — Жак

## Производство

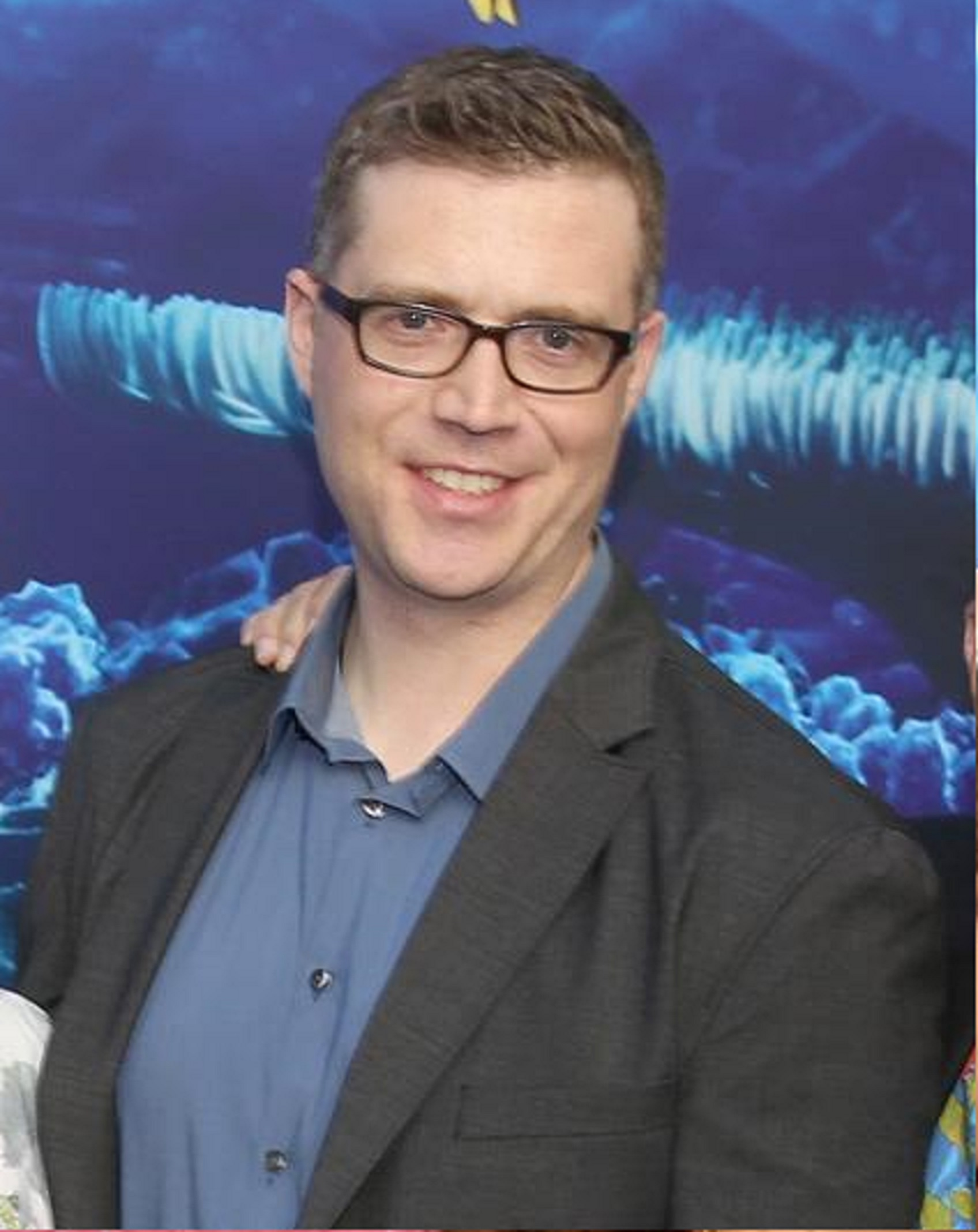
Ангус Маклейн на премьере фильма «В поисках Дори»

В 2005 году, после разногласий между Майклом Эйснером из Диснея и Стивом Джобсом из Pixar о распределении фильмов студии Pixar, Disney объявила, что они будут создавать новую студию анимации, Circle 7 Animation, чтобы сделать сиквелы семи фильмам созданных между 1995 и 2006 годами Pixar, правами на которые обладает Дисней. Студия начала производство Истории игрушек 3 и Корпорации монстров 2, а также наняла сценариста Лори Крейг для написания сценария «В поисках Немо 2». Circle 7 Animation впоследствии была закрыта после того, как Роберт Айгер заменил Эйснера на посту генерального директора Диснея и приобрёл Pixar.
В июле 2012 года было сообщено, что Эндрю Стэнтон разрабатывает сиквел к «В поисках Немо», пишет сценарий с Викторией Страус, а выпуск намечен на 2016 год. Однако, достоверность новости о потенциальном сиквеле была поставлена под сомнение в тот же день, после того, как директор Эндрю Стэнтон опубликовал сообщение в Twitter. В сообщении говорилось: «Вы ничему не научились у Цыпленка Цыпы? Успокоитесь. Не верьте всему, что пишут. Больше тут не на что смотреть. #skyisnotfalling». По данным доклада The Hollywood Reporter, опубликованном в августе 2012 года, Эллен ДеДженерес вела переговоры о возвращении к озвучиванию Дори. В сентябре 2012 года это было подтверждено. Стэнтон сказал: «Написание второго Картера было самым верхним в списке. Когда фильм был закончен, всё в списке соскользнуло вверх . Я знаю, что язвительные люди обвинят меня в не очень хороших оценках Картера, но только в своём времени, но не в его самомнения». В феврале 2013 года, было подтверждено, в прессе, что Альберт Брукс сыграет роль Марлина в сиквеле.

В апреле 2013 года, было подтверждено, в прессе, что Эллен ДеДженерес и Альберт Брукс вернутся к ролям Дори и Марлина. Последовала длительная кампания для сиквела на Шоу Эллен ДеДженерес, ДеДженерес заявила:
«Я ждала этого дня в течение долгого, долгого, долгого, долгого, долгого, долгого времени. Я не зла на то, что ушло столько времени. Я знаю, что люди в Pixar были заняты созданием Истории Игрушек 16. Но затраченое время стоило того. Сценарий чудесный. В нём есть всё, что мне нравилось в первом фильме: там есть душа, это действительно смешно, и самое главное — там намного больше Дори»
В интервью Los Angeles Times, Стэнтон рассказал о происхождении сиквела: «Это была вежливая просьба Диснея [о сиквеле В поисках Немо]. Я всегда был против сиквелов. Но я должен был согласиться с позицией вице-президента. (Продолжения) являются необходимыми, чтобы оставаться на плаву, но мы не хотим заниматься ими по этой причине. Мы хотим подходить к продолжениям творчески, поэтому мы сказали (Диснею), „Можете ли вы дать нам график того, когда мы выпускаем их? Поскольку что мы хотели бы выпустить то, что мы на самом деле хотим делать, и мы могли бы не создать это в год который выбираете вы.“»
Концовка фильма была пересмотрена после того, как руководители Pixar посмотрели Чёрный плавник, документальный фильм, который рассказывает об опасностях сохранения косаток в неволе. Изначально, некоторые из персонажей должны были попасть в морской парк, но пересмотр дал им возможность покинуть его. 18 сентября 2013 года, было объявлено, что фильм будет перенесён на 17 июня 2016 года. Другой фильм студии Pixar — Хороший динозавр, был перенесен на 26 ноября 2015 года для того, чтобы предоставить команде больше времени на производство фильма.
В июне 2014 года, было объявлено через Twitter Стэнтона, что фильм теперь имеет ещё одного режиссёра, им стал Энгус Маклейн.
В августе 2015 года, в D23 Expo Диснея, было объявлено, что Хайден Роуленс будет озвучивать Немо, заменив Александра Гулда из первого фильма, который повзрослел и утратил детский тембр голоса. Также было объявлено, что актёр Эд О’Нил озвучит осьминога Хэнка.

## Выход
В апреле 2016 года было объявлено, что новая короткометражка Pixar, Песочник, режиссёра Алана Барилларо и с музыкой Эдриана Белью, будет показана перед фильмом. «В поисках Дори» вышел 17 июня 2016 года в 2D (D-Cinema и 35 mm), Disney Digital 3D и RealD 3D. Он также был выпущен в IMAX кинотеатрах.
Прокат в Австралии, России и Чили стартовал 16 июня 2016 года, в Болгарии, США и на Шри-Ланке — 17 июня 2016 года, в Бельгии, Испании и Тринидаде и Тобаго — 22 июня 2016 года.

## Саундтрек
Саундтрек к фильму «В поисках Дори» был составлен Томасом Ньюманом и выпущен 17 июня 2016 года. Композиция Луи Армстронга «What a Wonderful World» играет во время сцены, в которой рыбы возвращаются в океан, когда грузовик с Дори и Хэнком врезается в воду. 20 мая 2016 года Сия сделала кавер на «Unforgettable» Нэт Кинг Коул на Шоу Эллен Дедженерес после объявления, что он будет представлен в фильме.

### Track listing
| №   | Название                    | Performer | Длительность |
| --- | --------------------------- | --------- | ------------ |
| 1.  | «Kelpcake»                  |           | 0:46         |
| 2.  | «Finding Dory (Main Title)» |           | 0:55         |
| 3.  | «Lost at Sea»               |           | 1:36         |
| 4.  | «One Year Later»            |           | 2:24         |
| 5.  | «Migration Song»            |           | 0:35         |
| 6.  | «"O, We're Going Home"»     |           | 1:38         |
| 7.  | «Jewel of Morro Bay»        |           | 2:00         |
| 8.  | «Gnarly Chop»               |           | 1:39         |
| 9.  | «Squid Chase»               |           | 1:28         |
| 10. | «Sigourney Weaver»          |           | 1:21         |
| 11. | «Hank»                      |           | 3:19         |
| 12. | «Nobody's Fine»             |           | 3:29         |
| 13. | «Rebecca Darling»           |           | 1:54         |
| 14. | «Meet Destiny»              |           | 1:07         |
| 15. | «Joker at Work»             |           | 1:16         |
| 16. | «Becky Flies»               |           | 3:53         |
| 17. | «Hands!»                    |           | 2:24         |
| 18. | «Almost Home»               |           | 2:01         |
| 19. | «Open Ocean»                |           | 3:18         |
| 20. | «Two Lefts and a Right»     |           | 3:57         |
| 21. | «Everything About You»      |           | 1:41         |
| 22. | «Quarantine»                |           | 2:41         |
| 23. | «Warp»                      |           | 1:03         |
| 24. | «All Alone»                 |           | 0:53         |
| 25. | «...Shells»                 |           | 4:47         |
| 26. | «No Walls»                  |           | 2:25         |
| 27. | «Okay with Crazy»           |           | 1:50         |
| 28. | «Hide and Seek»             |           | 1:51         |
| 29. | «Quite a View»              |           | 1:25         |
| 30. | «Unforgettable (End Title)» | Сия       | 3:17         |
| 31. | «Three Hearts (End Title)»  |           | 3:29         |
| 32. | «Loon Tune»                 |           | 1:20         |
| 33. | «Fish Who Wander»           |           | 1:18         |
| 34. | «Release»                   |           | 1:13         |
| 35. | «Дари Дори»                 | Фрукты    | 3:55         |

## Критика
Мультфильм получил положительные отзывы от кинокритиков. На сайте Rotten Tomatoes фильм имеет рейтинг 94 % на основе 340 рецензии со средним баллом 7,7 из 10. На сайте Metacritic фильм имеет оценку 77 из 100 на основе 48 рецензий критиков, что соответствует статусу «в целом благоприятные отзывы». Критик из The New York Times сказал, что, хотя фильму не хватает «ослепительной оригинальности», в нём все же есть «теплота, обаяние и хорошее настроение».

## Возможный триквел

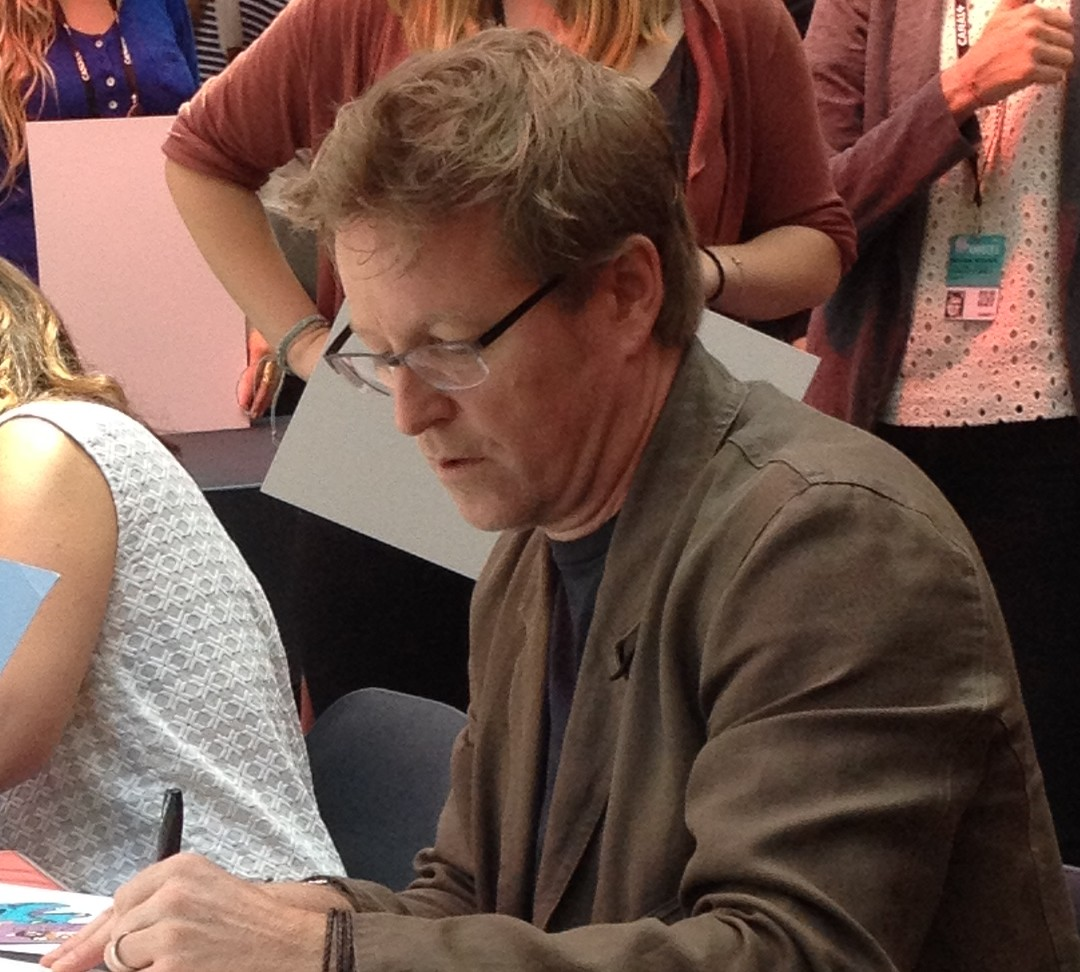
Эндрю Стэнтон на Международном фестивале анимационных фильмов в Анси, 2016 год

В июне 2016 года режиссёр Эндрю Стэнтон рассказал о возможном сиквеле, заявив, что он никогда не исключит этого из-за введения новых персонажей, сославшись на серию мультфильмов «История игрушек» в качестве примера о том, как можно расширить мир посредством сиквелов.
В мае 2024 года коммерческий директор Pixar Пит Доктер предположил, что студия рассматривает возможность создания третьей части франшизы «В поисках Немо» . Он заявил: «Где ещё мы не были в океане? Океан — большое место. Я думаю, что там много возможностей. Мы вроде как ловим рыбу».
В июле 2024 года, в середине своего последнего тура под названием «Ellen’s Last Stand… Up», Дедженерес ответила на сессии вопросов и ответов, что её специальный выпуск на Netflix позже в том же году станет её последним действием в шоу-бизнесе. Когда её спросили, повторит ли она роль Дори снова, Дедженерес ответила: «Нет, я ухожу пока-пока, помни».